# Pawlett
Pawlett is een civil parish in het bestuurlijke gebied Sedgemoor, in het Engelse graafschap Somerset met 1038 inwoners.